# 塔尔图

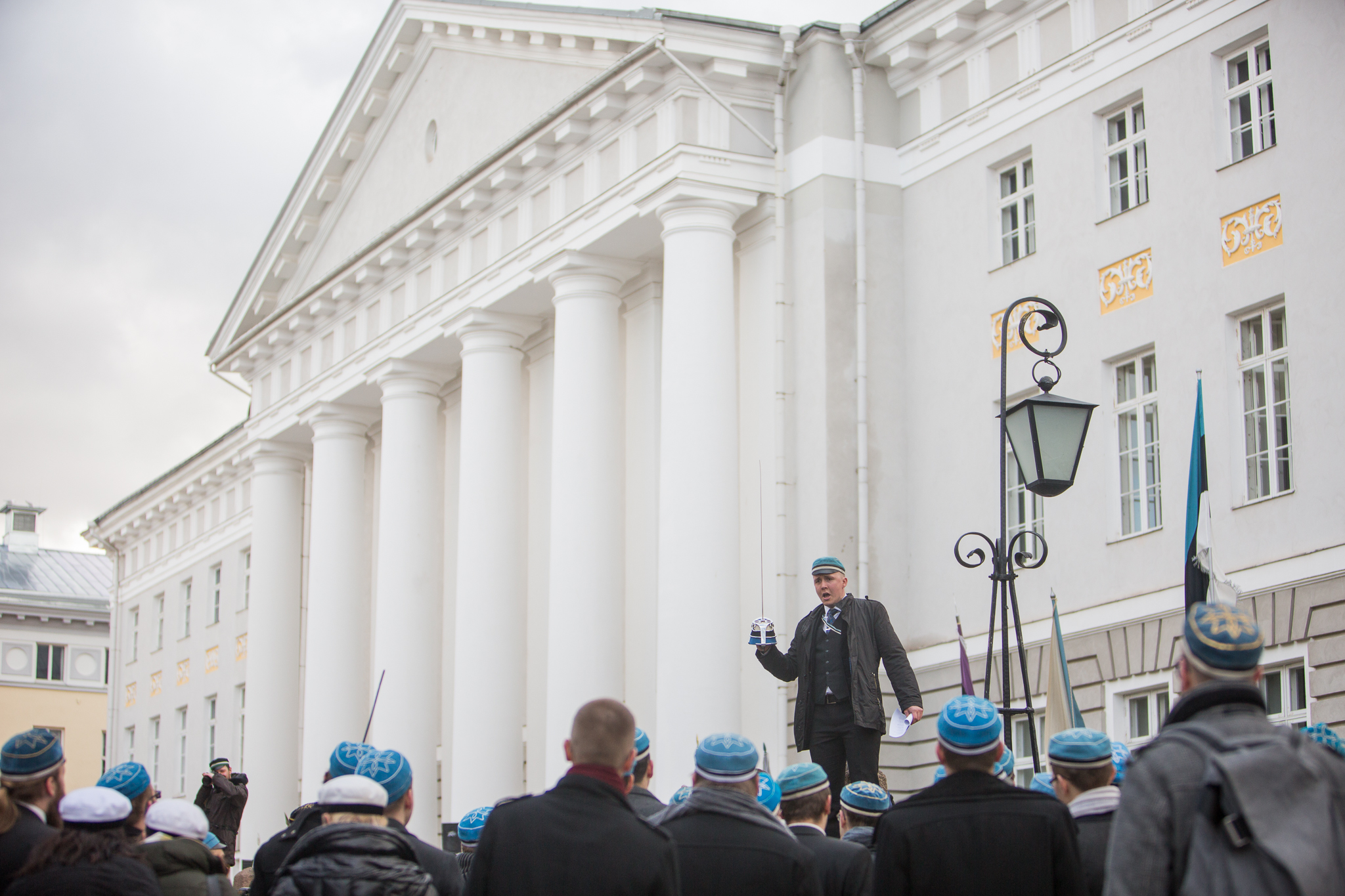
塔爾圖是一座大學城，塔爾圖大學是該城市主要的推動城市發展的重要力量

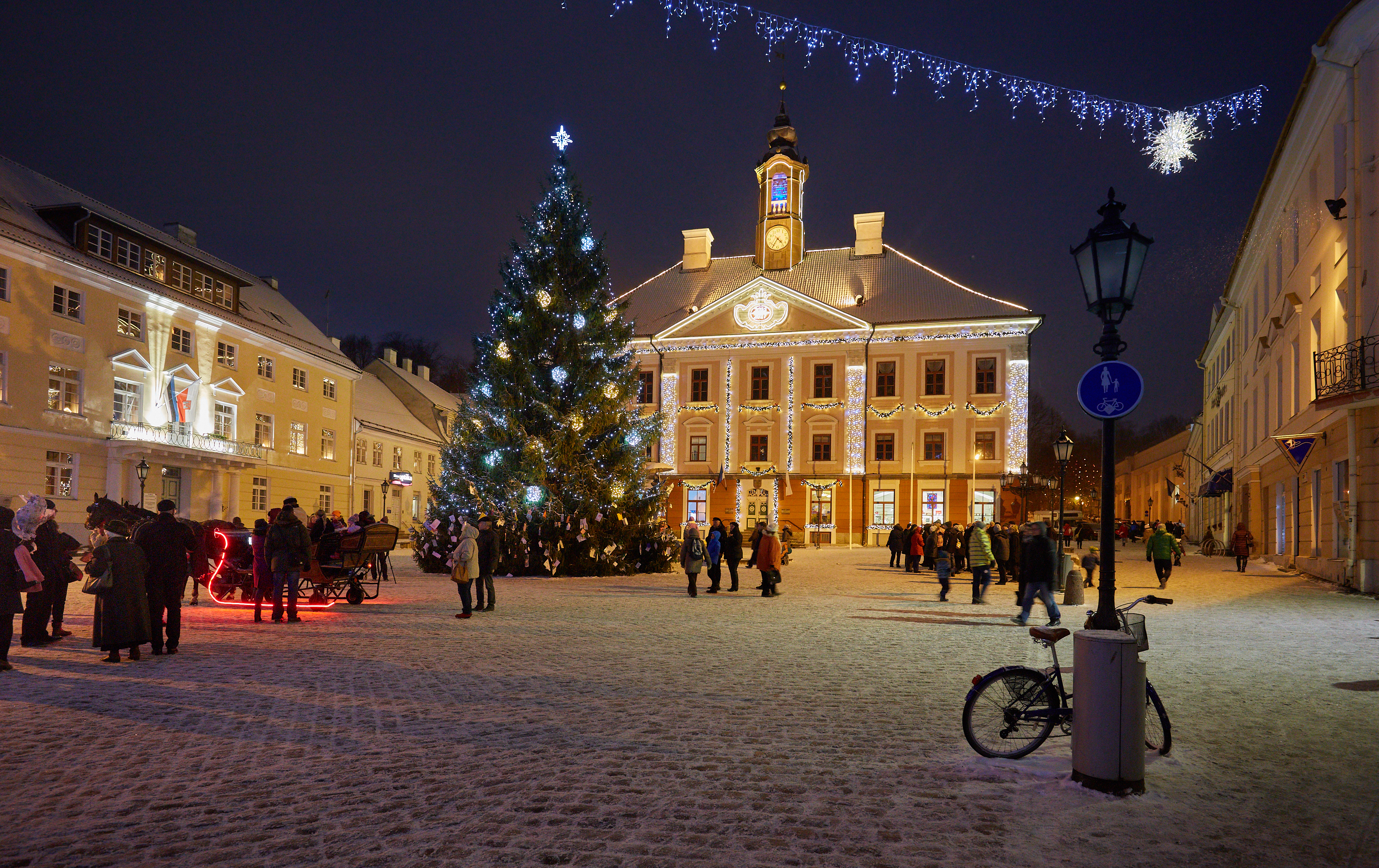
2016年12月的塔爾圖市政廳

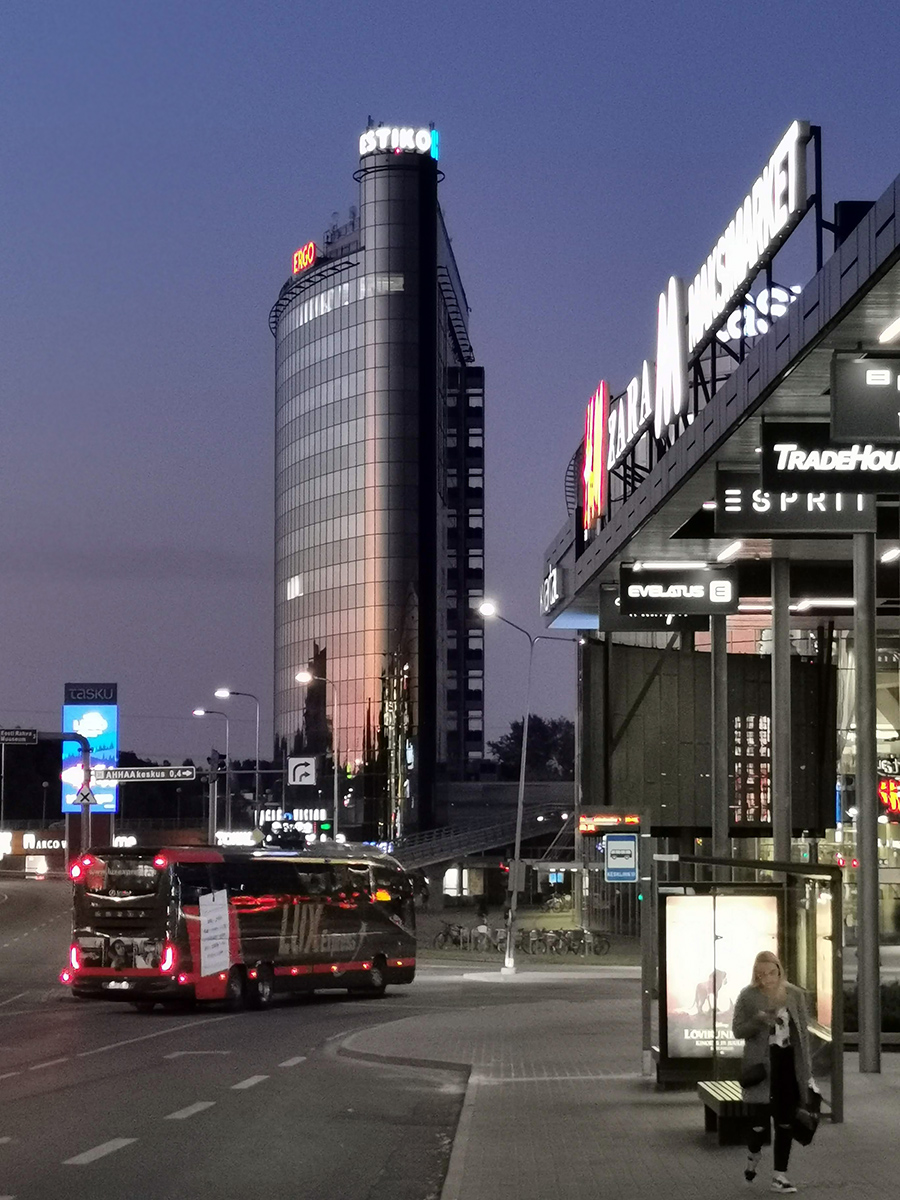
市中心夏夜的景色

塔尔图，又名多尔帕特（德語：Dorpat）、尤里耶夫（羅馬化：Yur'yev），爱沙尼亚塔尔图縣塔尔图市内的非独立市，位于爱沙尼亚東部埃马河畔，是该国第二大城市，有该国最古老的塔尔图大学。
塔尔图是爱沙尼亚重要的知识和文化中心，也因此有“埃马河畔的雅典”之美誉。爱沙尼亚最古老和最著名的大学塔尔图大学即位于该市。塔尔图位于塔林东南186公里，是爱沙尼亚南部的中心。连接爱沙尼亚两大湖沃尔茨湖和佩普西湖的埃马河流经塔尔图。塔尔图还设有爱沙尼亚最高法院、爱沙尼亚教育和研究部、爱沙尼亚国家博物馆和最古老的爱沙尼亚语剧院Vanemuine。它也是爱沙尼亚歌唱节的发源地。
塔尔图将于2024年成为欧洲文化之都。

## 名称
自1918年爱沙尼亚成为一个独立国家以来，爱沙尼亚语（愛沙尼亞語發音：[ˈtɑrtˑu]），或者南爱沙尼亚语拼写都是官方使用的名称。在历史上，塔尔图在其他语言中也有许多不同的名称。这些名称中的大多数最终来源于公元600年左右一座名为的堡垒。在德语、瑞典语和波兰语中，这个城市长期被称为Dorpatⓘ，这个单词是的变体。在俄语中，这座城市被称为（Yur′yev，以智者雅罗斯拉夫的洗礼名尤里命名）和（Derpt，来自Dorpat的低地德语变体）。类似地，这座城市在拉脱维亚语中被称为，芬兰语則是。塔尔图位于埃馬河畔，埃马河的名字在现代爱沙尼亚语中的意思是“母亲河”。

## 历史

### 早期
现代塔尔图遗址上第一个永久定居点的考古证据可以追溯到公元5世纪。到7世纪，当地居民在托梅山（Toomemägi）东侧建造了一座木制防御工事。在接下来的几个世纪里，定居点不断发展，大约在9-10世纪成为内陆贸易中心。
该地区的第一份有记录的记录是由后来的中世纪编年史家记录的，他们描述了11世纪初的基辅罗斯事件。基辅大王子雅罗斯拉夫一世于1030年入侵塔尔图地区，在与当地的乌甘尼亚部落的一场胜利的战斗后，他在那里建造了自己的堡垒，并将其命名为尤里耶夫。塔尔图可能一直处于基辅罗斯的控制之下直到1061年。根据编年史，尤里耶夫堡垒被索索尔人（可能是奥瑟里安人、萨卡利人或另外一个爱沙尼亚部落）烧毁。不久之后，当地人重建了堡垒。12世纪，一方是当地的乌甘尼亚人，另一方是邻国诺夫哥罗德共和国的军队，他们多次突袭对方。据报道，在这些战役中，入侵者在1133年或1134年以及1191-1192年冬天占领了塔尔图，但这些临时占领并没有带来任何持久的领土变化。

### 中世纪

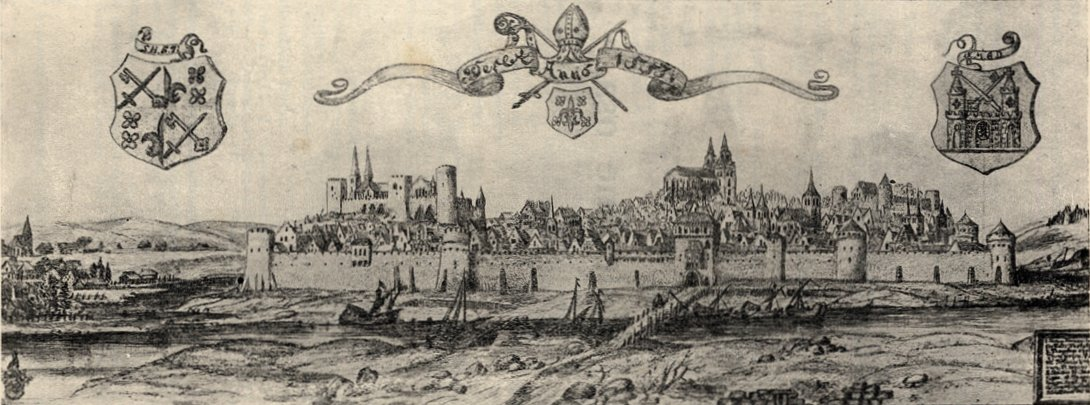
1553年的塔尔图

在13世纪初的北方十字军东征期间，塔尔巴图堡垒（或称塔尔巴塔）被讨伐的条顿骑士（也称为宝剑骑士团）占领，并多次被爱沙尼亚人夺回。1224年，诺夫哥罗德王子和普斯科夫王子派遣了由库克内斯王子维亚契科率领的额外部队来援助爱沙尼亚的堡垒防御者后，堡垒被条顿十字军最后一次围困和征服。随后，塔尔图被称为多尔帕特（拉丁语：Tarbatum），在中世纪后期成为一个相当重要的商业中心，也是半独立的多尔帕特主教国的首都。

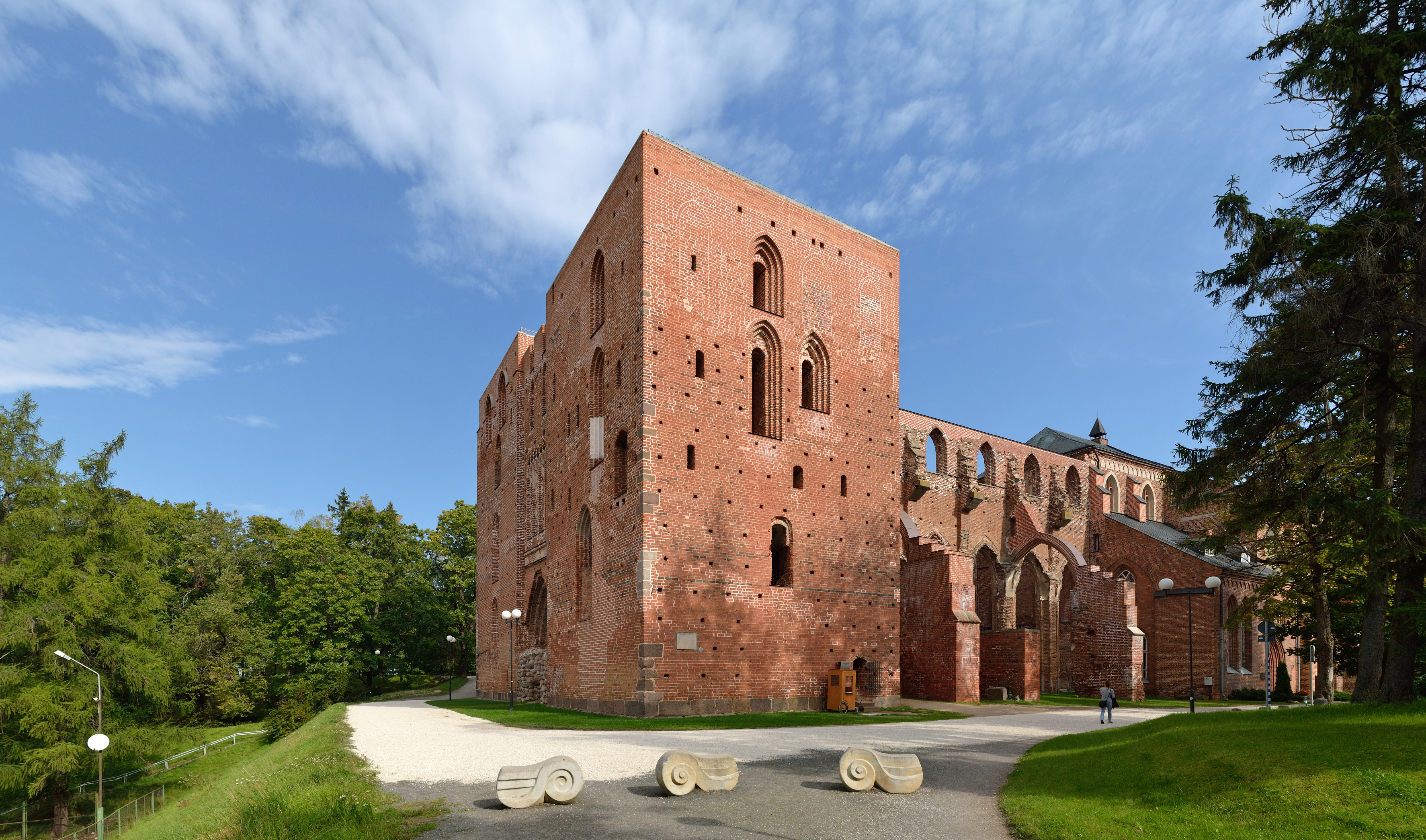
塔尔图大教堂的废墟

1262年，佩雷斯拉夫尔王子德米特里的军队向多尔帕特发动进攻，占领并摧毁了这座城市。但他的部队没能占领主教在托梅山的堡垒。这一事件被记录在随后的德语和古东斯拉夫语编年史中，同时首次记录了在主教堡垒旁出现的德国商人和工匠的定居点。
在中世纪，1236年利沃尼亚骑士团并入条顿骑士团后，该镇成为一个重要的贸易城市。在1280年代，多尔帕特加入汉萨同盟。

### 波兰立陶宛和瑞典统治期
1558年，沙皇伊凡大帝入侵塔尔图，开始了利沃尼亚战争。彼得·舒伊斯基指挥的部队包围了该镇并开始了猛烈的攻击。有鉴于此，在没有任何外援的情况下，该镇投降了。当地主教被关押在莫斯科，这实际上结束了地方自治时期。伊凡·米哈伊洛维奇·维斯科瓦蒂（Ivan Mikhailovich Viskovatyi）是伊凡大帝统治时期的著名外交官和外交记录档案管理员，他认为古代俄罗斯“建国”证明了俄罗斯对该地区的领土主张是合理的 。在1582年亚姆-扎波尔斯基休战的影响下，该市与利沃尼亚联邦南部地区一起成为波兰-立陶宛联邦的一部分。
1598年，塔尔图成为利沃尼亚公国多尔帕特省的首府。1583年这里建立了一所耶稣会文法学校“多尔帕滕学院”。文法学校和神学院的活动都因波兰-瑞典战争而停止。早在1600年末，瑞典查理九世的军队就包围了这座由三支黑骑兵连队和城市民兵保卫的城市。尽管一再遭到袭击，瑞典人还是没能进入这座城市。终于在1601年，赫尔曼·维兰格尔上尉改变了立场，袭击了城堡主，并为瑞典军队打开了大门。1603年4月13日，在黑特曼扬·卡罗尔·霍德凯维奇领导的短暂围攻之后，该镇被波兰-立陶宛联邦夺回；大约1000名瑞典士兵投降并被押送至塔林。
在另一场波兰-瑞典战争的影响下，1625年，塔尔图再次被瑞典占领。1629年阿尔特马克停战后，该市成为瑞典自治领的一部分，1632年瑞典国王古斯塔夫·阿道夫建立了塔尔图大学。

### 帝俄时期

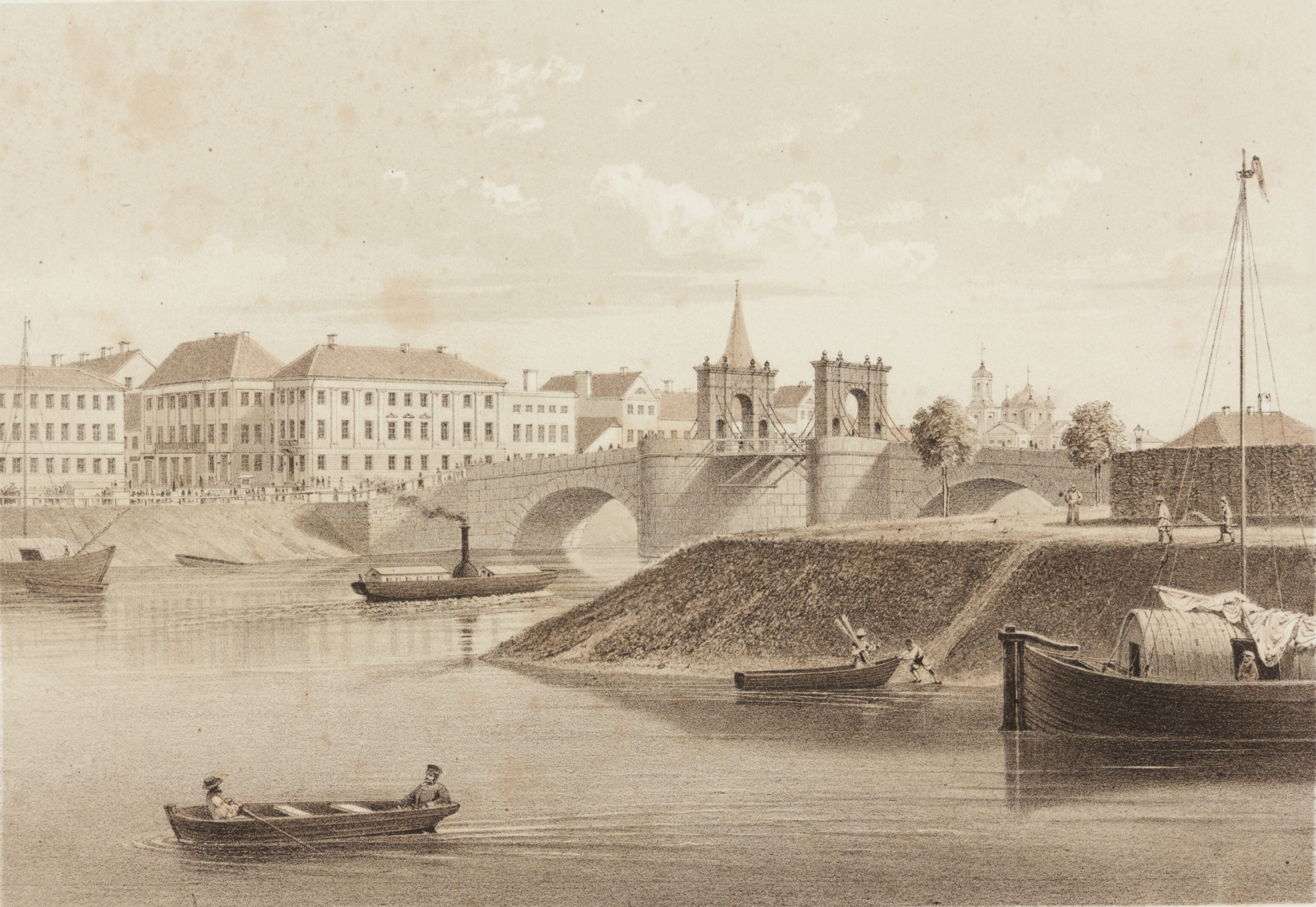
1860年的塔尔图老城

1704年，当着沙皇彼得大帝的面，该城被俄罗斯军队占领。大约四分之一的城镇和大部分防御工事遭到破坏。1708年，包括主教城堡遗迹在内的其余防御工事和房屋被炸毁，所有动产被洗劫一空，所有公民被驱逐到俄罗斯。随着1721年《尼斯塔德条约》的签订，这座城市成为俄罗斯帝国的一部分，并被称为Derpt。18世纪的大火摧毁了大部分中世纪建筑，1775年的塔尔图大火摧毁了中心的大部分建筑。这座城市是沿着晚期巴洛克和新古典主义路线重建的，包括1782年至1789年间建造的塔尔图市政厅。1783年，该市成为利沃尼亚省德尔普特县的中心。
在19世纪下半叶，塔尔图是浪漫民族主义时代爱沙尼亚人的文化中心。1869年，这座城市举办了爱沙尼亚的第一个歌曲节。Vanemuine是第一个国家剧院，成立于1870年。塔尔图也是1872年爱沙尼亚作家协会成立的地方。
塔尔图火车站开通于1876年，当时塔帕-塔尔图路线建成。车站建筑建于1877年。在结核病史上，1891年，多尔帕特兽医学院对1000头牛进行了结核菌素测试，进行了精液研究。

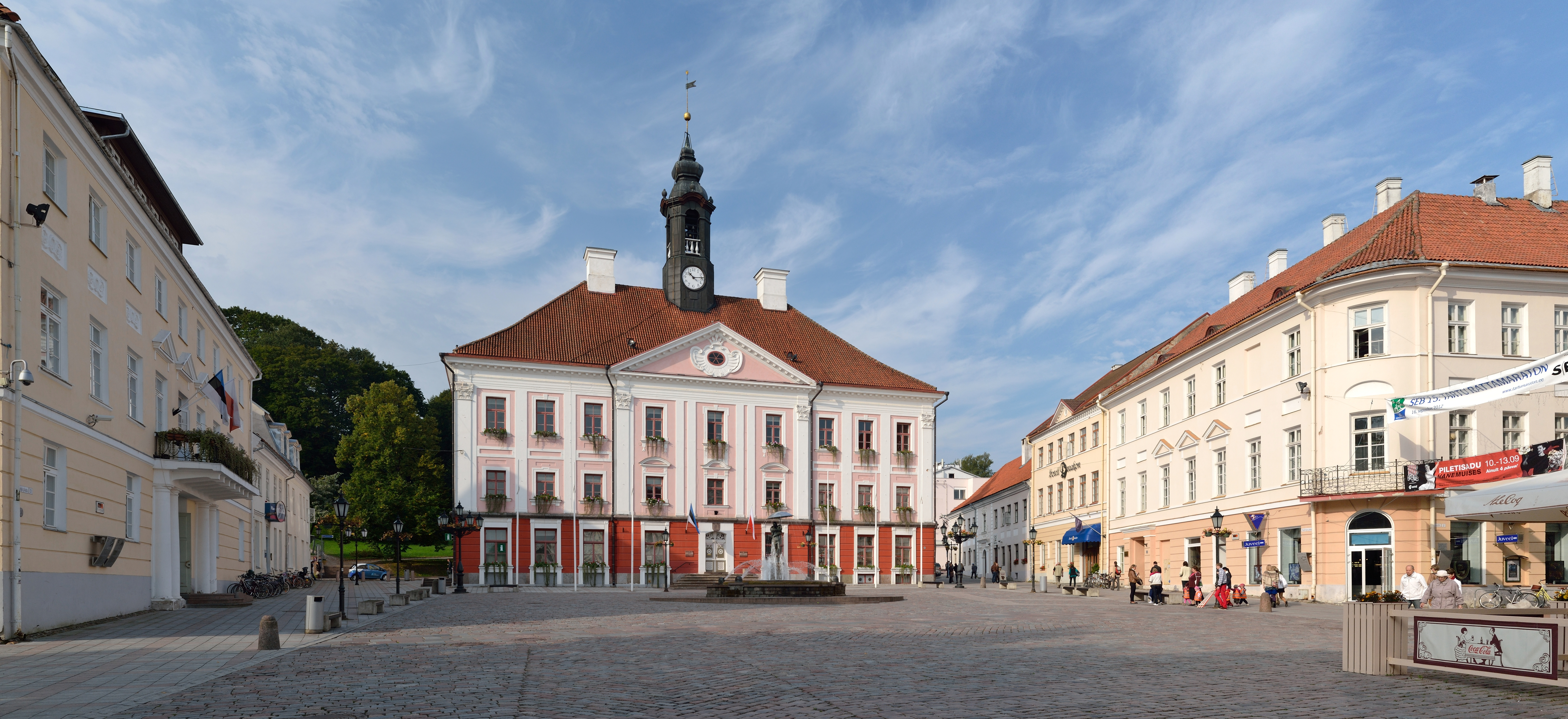
塔尔图市政厅

1893年，城市正式更名为古俄罗斯名字尤里耶夫。从1895年起，塔尔图大学被俄罗斯化，在教学中引入了强制性俄语。1918年，该大学的大部分财产被迁移到沃罗涅日，在德国占领期间，该大学以多尔帕特地方大学（Landesuniversität Dorpat）的名字运作。在爱沙尼亚独立战争期间，塔尔图大学于1919年12月1日作为爱沙尼亚语大学重新开放。

### 爱沙尼亚独立后
在第一次世界大战后，爱沙尼亚获得了独立，城市正式以爱沙尼亚语的名称"塔尔图"而闻名。在1918年至1920年的爱沙尼亚独立战争结束后，苏俄布尔什维克政府与爱沙尼亚签署了一项和平条约，即1920年2月2日在塔尔图签署的《塔尔图和约》。根据这份条约，苏俄“永久”放弃对爱沙尼亚的领土主张。
1920年，苏俄与芬兰之间的和平条约也在塔尔图签署。
在战间期，Tähtvere社区建成，前Raadi Manor地区的建筑开始作为爱沙尼亚国家博物馆的所在地（1944年塔尔图攻势期间被毁），帕拉斯艺术学校也开办了。

### 德国和苏联占领期
第二次世界大战期间，奉行斯大林主义的苏联于1940年6月入侵并占领了爱沙尼亚和塔尔图。这座城市的大部分地区以及埃马河上历史悠久的Kivisild（“石桥”，建于1776年至1778年）在1941年被撤退的苏联军队部分摧毁，之后在1944年被撤退的德国军队完全摧毁。塔尔图已经严重受损，1943年1月27日、1944年2月26日、1944月7日至8日和1944年3月25日至26日遭到苏联空军的多次轰炸。战争结束后，这座城市的大部分历史中心都成了废墟。甚至整个城市街区受损程度较低的建筑也被苏联占领当局拆除，大片以前的居民区改建成公园和停车场。
战争结束后，苏联当局宣布塔尔图为“对外国人关闭的城镇”，因为在该市东北郊的拉阿迪机场建造了一个轰炸机空军基地。它是前东方集团最大的军事空军基地之一，驻扎着携带核弹的战略轰炸机。在一条旧跑道的一端，爱沙尼亚国家博物馆的新建筑建成。

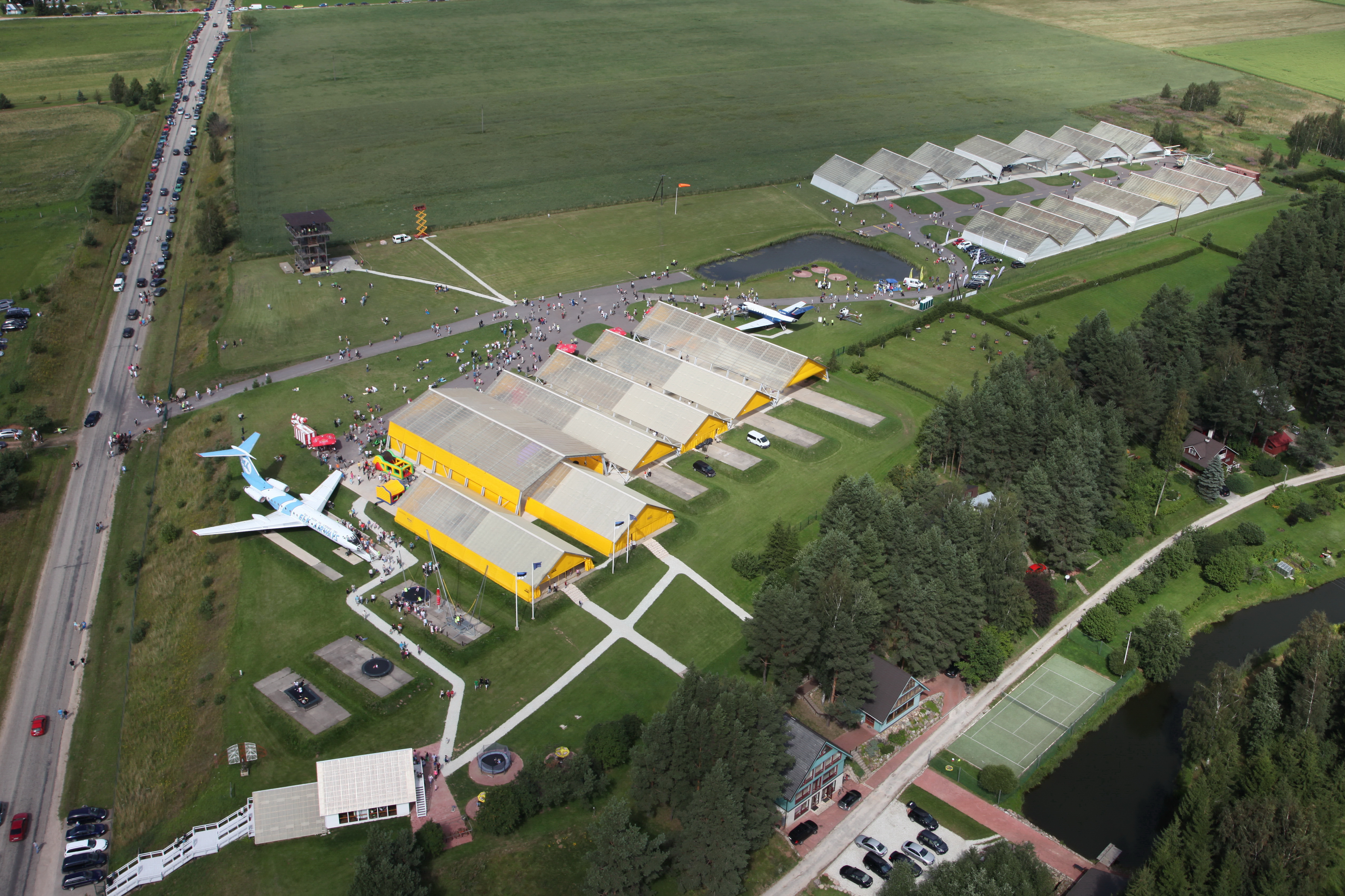
爱沙尼亚航空博物馆

塔尔图机场于1946年在该市南部启用。此外，爱沙尼亚航空学院成立于1993年。私人所有的爱沙尼亚航空博物馆于2002年向公众开放，距离机场以东5公里（开车7公里）。在1944-1991年苏联占领期间，塔尔图的人口几乎翻了一番，从57000人增加到100000人以上，这在很大程度上是由于俄罗斯和前苏联其他地区的大规模移民，这在一定程度上是因为空军军事基地的存在。

### 当代

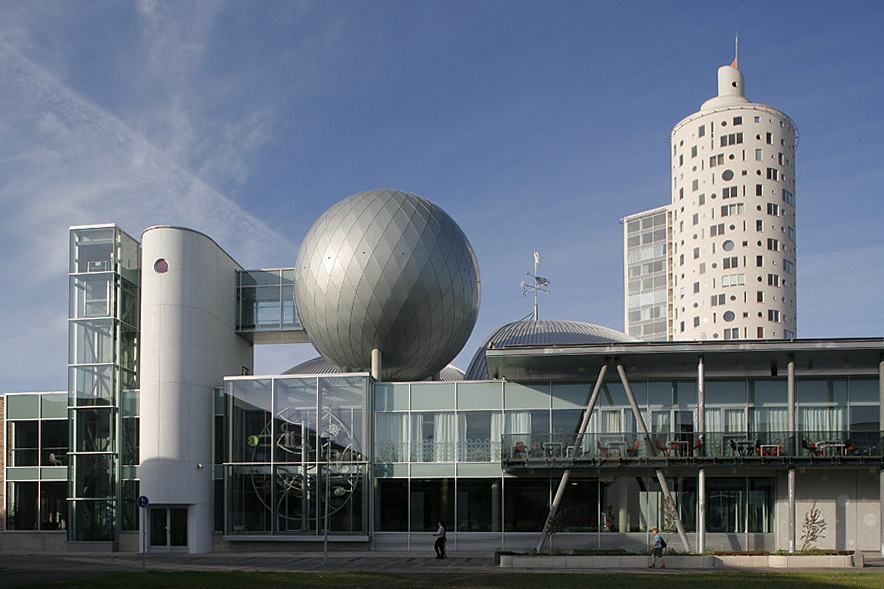
AHHAA科学中心

自1991年爱沙尼亚重新获得独立以来，老城中心进行了翻修。值得注意的是，自第二次世界大战以来一直处于废墟中的圣约翰教堂已经修复。许多新的商业建筑已经建成（Tartu Kaubamaja、Tasku、Emajõe kaubanduskeskus等）。最高的住宅楼和地标蜗牛塔于2008年开业。
AHHAA科学中心于2011年搬迁至一座新建筑，爱沙尼亚国家博物馆的新主楼于2016年开放。

## 气候
| 塔尔图（1991–2020正常值，1901年至今极端数据） | 塔尔图（1991–2020正常值，1901年至今极端数据） | 塔尔图（1991–2020正常值，1901年至今极端数据） | 塔尔图（1991–2020正常值，1901年至今极端数据） | 塔尔图（1991–2020正常值，1901年至今极端数据） | 塔尔图（1991–2020正常值，1901年至今极端数据） | 塔尔图（1991–2020正常值，1901年至今极端数据） | 塔尔图（1991–2020正常值，1901年至今极端数据） | 塔尔图（1991–2020正常值，1901年至今极端数据） | 塔尔图（1991–2020正常值，1901年至今极端数据） | 塔尔图（1991–2020正常值，1901年至今极端数据） | 塔尔图（1991–2020正常值，1901年至今极端数据） | 塔尔图（1991–2020正常值，1901年至今极端数据） | 塔尔图（1991–2020正常值，1901年至今极端数据） |
| 月份                                          | 1月                                           | 2月                                           | 3月                                           | 4月                                           | 5月                                           | 6月                                           | 7月                                           | 8月                                           | 9月                                           | 10月                                          | 11月                                          | 12月                                          | 全年                                          |
| --------------------------------------------- | --------------------------------------------- | --------------------------------------------- | --------------------------------------------- | --------------------------------------------- | --------------------------------------------- | --------------------------------------------- | --------------------------------------------- | --------------------------------------------- | --------------------------------------------- | --------------------------------------------- | --------------------------------------------- | --------------------------------------------- | --------------------------------------------- |
| 历史最高温 °C（°F）                           | 9.7 (49.5)                                    | 10.9 (51.6)                                   | 18.4 (65.1)                                   | 27.5 (81.5)                                   | 30.9 (87.6)                                   | 34.0 (93.2)                                   | 34.9 (94.8)                                   | 35.2 (95.4)                                   | 30.3 (86.5)                                   | 21.5 (70.7)                                   | 13.8 (56.8)                                   | 13.0 (55.4)                                   | 35.2 (95.4)                                   |
| 平均高温 °C（°F）                             | −1.8 (28.8)                                   | −1.6 (29.1)                                   | 3.3 (37.9)                                    | 11.1 (52.0)                                   | 17.1 (62.8)                                   | 20.6 (69.1)                                   | 23.1 (73.6)                                   | 21.8 (71.2)                                   | 16.3 (61.3)                                   | 9.2 (48.6)                                    | 3.3 (37.9)                                    | 0.0 (32.0)                                    | 10.2 (50.4)                                   |
| 日均气温 °C（°F）                             | −4.1 (24.6)                                   | −4.4 (24.1)                                   | −0.5 (31.1)                                   | 5.9 (42.6)                                    | 11.5 (52.7)                                   | 15.5 (59.9)                                   | 18.0 (64.4)                                   | 16.7 (62.1)                                   | 11.8 (53.2)                                   | 6.0 (42.8)                                    | 1.2 (34.2)                                    | −2.1 (28.2)                                   | 6.3 (43.3)                                    |
| 平均低温 °C（°F）                             | −6.5 (20.3)                                   | −7.3 (18.9)                                   | −4 (25)                                       | 1.2 (34.2)                                    | 5.8 (42.4)                                    | 10.3 (50.5)                                   | 12.9 (55.2)                                   | 12.0 (53.6)                                   | 8.0 (46.4)                                    | 3.3 (37.9)                                    | −0.8 (30.6)                                   | −4.2 (24.4)                                   | 2.6 (36.7)                                    |
| 历史最低温 °C（°F）                           | −37.5 (−35.5)                                 | −36.0 (−32.8)                                 | −29.6 (−21.3)                                 | −19.8 (−3.6)                                  | −7.2 (19.0)                                   | −2.2 (28.0)                                   | 1.8 (35.2)                                    | 1.5 (34.7)                                    | −6.6 (20.1)                                   | −13.8 (7.2)                                   | −22.2 (−8.0)                                  | −38.6 (−37.5)                                 | −38.6 (−37.5)                                 |
| 平均降水量 mm（）                             | 48 (1.9)                                      | 39 (1.5)                                      | 36 (1.4)                                      | 35 (1.4)                                      | 54 (2.1)                                      | 88 (3.5)                                      | 67 (2.6)                                      | 79 (3.1)                                      | 55 (2.2)                                      | 68 (2.7)                                      | 55 (2.2)                                      | 51 (2.0)                                      | 673 (26.5)                                    |
| 平均降水天数（≥ 1.0 mm）                      | 10                                            | 8                                             | 8                                             | 8                                             | 8                                             | 10                                            | 11                                            | 11                                            | 11                                            | 11                                            | 11                                            | 11                                            | 118                                           |
| 平均相對濕度（％）                            | 88                                            | 85                                            | 76                                            | 68                                            | 65                                            | 70                                            | 74                                            | 77                                            | 82                                            | 86                                            | 89                                            | 89                                            | 79                                            |
| 平均露点 °C（°F）                             | −7 (19)                                       | −8 (18)                                       | −4 (25)                                       | 0 (32)                                        | 6 (43)                                        | 10 (50)                                       | 13 (55)                                       | 13 (55)                                       | 9 (48)                                        | 4 (39)                                        | 1 (34)                                        | −3 (27)                                       | 3 (37)                                        |
| 月均日照時數                                  | 33.7                                          | 65.1                                          | 140.3                                         | 190.9                                         | 266.0                                         | 258.0                                         | 268.7                                         | 227.6                                         | 152.1                                         | 79.3                                          | 30.0                                          | 24.3                                          | 1,735.9                                       |
| 来源1：愛沙尼亞氣象局                         |                                               |                                               |                                               |                                               |                                               |                                               |                                               |                                               |                                               |                                               |                                               |                                               |                                               |
| 来源2：Time and Date                          |                                               |                                               |                                               |                                               |                                               |                                               |                                               |                                               |                                               |                                               |                                               |                                               |                                               |

## 经济

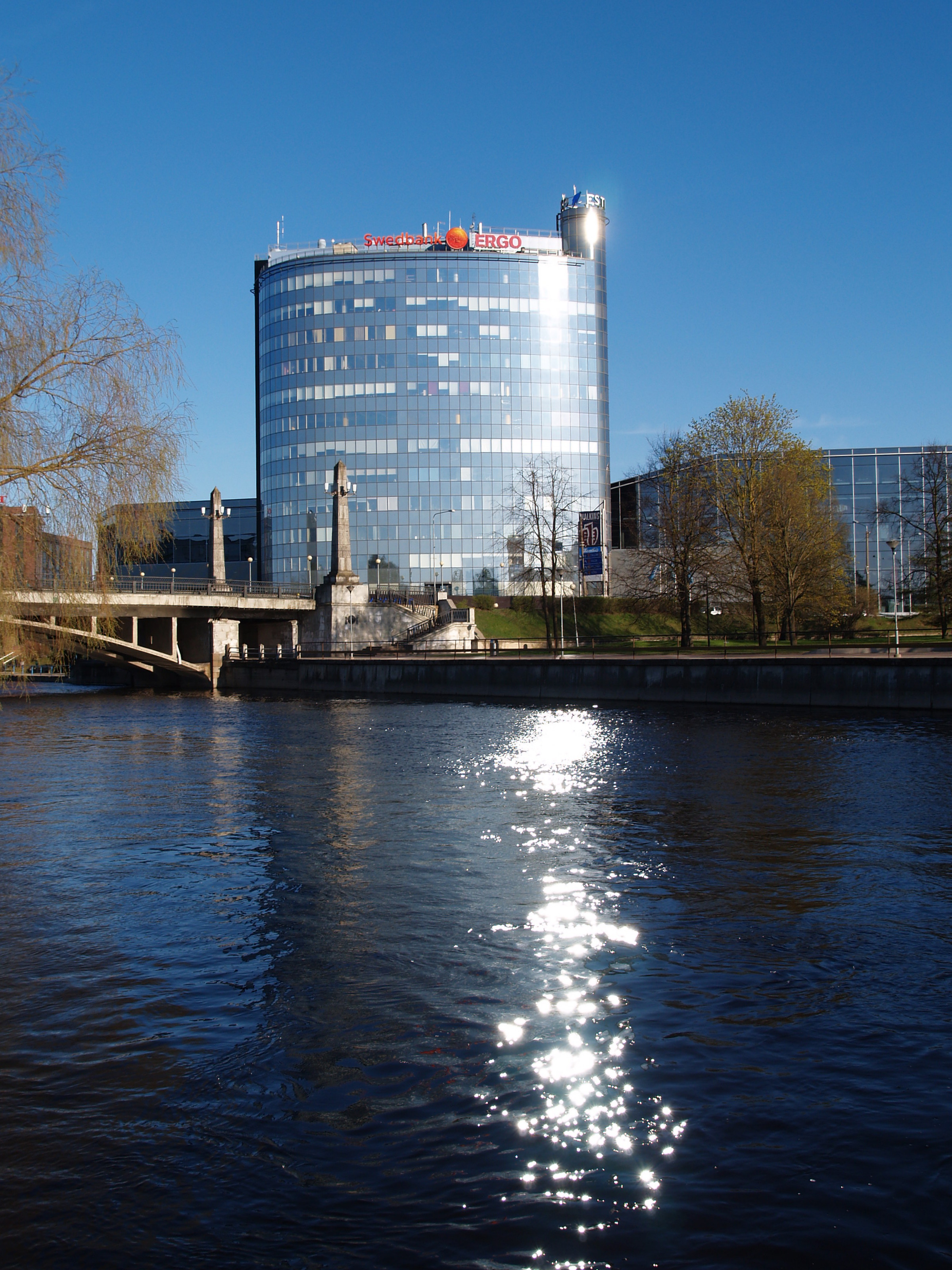
埃马约埃商业中心

塔尔图以大学城而闻名，也是重工业区。传统上，食品行业对该市的经济很重要，该领域的一些大公司包括A.Le Coq、塔尔图磨坊和Salvest。Kroonpress是波罗的海地区领先的印刷公司之一。
21世纪初，许多信息通信企业和其他高科技公司在塔尔图站稳了脚跟。值得注意的例子包括Playtech Estonia、Nortal（前身为网络媒体集团）、ZeroTurnaround、Tarkon、Reach-U和Raintree Estonia。Skype在塔尔图有一个办公室。大学是最大的雇主之一，这解释了高技能专业人员（研究人员、教授、医生）的比例很大，塔尔图大学诊所被认为是塔尔图最大的雇主。

## 交通运输
塔尔图机场为该市提供服务。到爱沙尼亚的“避暑之都”派尔努（位于该国西部）的距离为176公里（109英里），那里最快的公路路线是通过维尔扬迪和基林吉訥梅。塔尔图通过许多公共汽车和火车线路与里加、塔林和其他爱沙尼亚城镇相连。